# The Beverly Hillbillies
Pour le film de 1993, voir Les Allumés de Beverly Hills.
The Beverly Hillbillies est une série télévisée américaine en 274 épisodes de 25 minutes (les 106 premiers en noir et blanc) créée par Paul Henning et diffusée entre le 26 septembre 1962 et le 23 mars 1971 sur le réseau CBS.
Cette série est inédite dans tous les pays francophones.

## Synopsis
La série commence avec Jed Clampett, un hillbilly pauvre et veuf, vivant à côté d'un marais riche en pétrole avec sa fille et sa belle-mère, qui découvre le pétrole par hasard, en tirant sur un lapin. Un géomètre d'une compagnie pétrolière se rend compte de la taille du champ pétrolifère et la société lui verse une fortune pour le droit de forer sur ses terres. La cousine du patriarche Jed, Pearl Bodine, le pousse à déménager en Californie après avoir appris que sa modeste propriété pourrait rapporter 25 millions de dollars (équivalant à 211 millions de dollars en 2019), et le pousse à emmener son fils Jethro avec lui. La famille emménage alors dans un manoir de Beverly Hills, en Californie, à côté du banquier de Jed, Milburn Drysdale, et de sa femme, Margaret, qui n'a aucune tolérance pour les hillbillies.
Les Clampett apportent un style de vie moral, non sophistiqué et minimaliste à la communauté chic, superficielle et parfois obsédée par elle-même de Beverly Hills. Les doubles sens et les idées culturelles préconçues sont au cœur de l'humour de la sitcom. Les complots impliquent souvent les efforts farfelus de Drysdale pour garder l'argent des Clampett dans sa banque et les efforts de sa femme pour débarrasser le quartier de ces hillbillies.

## Distribution

### Acteurs principaux
- Buddy Ebsen : Jed Clampett
- Irene Ryan : Daisy Moses
- Donna Douglas : Elly May Clampett
- Max Baer Jr. : Jethro Bodine
- Raymond Bailey : Milburn Drysdale (247 épisodes)
- Nancy Kulp : Jane Hathaway (246 épisodes)

### Acteurs récurrents et invités
- Harriet E. MacGibbon : Mrs. Margaret Drysdale (55 épisodes)
- Bea Benaderet : Cousin Pearl Bodine (23 épisodes)
- Linda Henning : Jethrine Bodine (16 épisodes)
- Sharon Tate : Janet Trego (15 épisodes)
- Frank Wilcox : John Brewster (14 épisodes)
- Elvia Allman : Elverna Bradshaw (13 épisodes)
- Larry Pennell : Dash Riprock (10 épisodes)
- Frank Cady : Sam Drucker (10 épisodes)
- Mike Minor : Steve Elliott (8 épisodes)
- Lester Flatt : Lui-même (7 épisodes)
- Earl Scruggs : Lui-même (7 épisodes)
- Charles Lane : Foster Phinney
- Phil Gordon : Jasper 'Jazzbo' Depew
- Lori Saunders : Bobbie Jo Bradley
- Phil Silvers : Shifty Shafer aka Honest John (6 épisodes)
- Kathleen Freeman : Flo Shafer
- Percy Helton : Homer Cratchit
- Roy Roberts : John Cushing
- Fred Clark : Dr Roy Clyburn (5 épisodes)
- Richard Deacon : Dr Klingner
- Louis Nye : Sonny Drysdale (4 épisodes)
- Lester Matthews : Mr. Fleming Pendleton (4 épisodes)
- Judith McConnell : Jeanne Leeds (4 épisodes)
- Fuji : Banzai Sakito
- Lyle Talbot : Colonel Blake
- Charles Ruggles : Lowell Redlings Farquhar (3 épisodes)
- John Ashley : Bob Billington
- Roy Clark : Cousin Roy
- Doris Packer : Mrs. Fenwick (3 épisodes)
- Edgar Buchanan : Uncle Joe Carson (3 épisodes)
- Eleanor Audley : Mrs. Millicent Schuyler-Potts (3 épisodes)
- Maurice Marsac : Maurice (3 épisodes)
- Dick Wesson : Cabbie
- Joyce Nizzari : Mabel Slocum
- John Baron : Chauffeur (3 épisodes)
- Meredith MacRae : Billie Jo Bradley
- John Stephenson : Professeur Robert Graham
- Joanna Barnes : Cynthia Fenwick (2 épisodes)
- Barbara Nichols : Chickadee Laverne (2 épisodes)
- Arthur Treacher : Mr. Pinckney (2 épisodes)
- Leon Ames : Colonel Foxhall (2 épisodes)
- Wally Cox : Professor P. Caspar Biddle (2 épisodes)
- Jesse White : H.H.H. Jones
- Rosemary DeCamp : Mrs. Smith-Standish
- Paul Winchell : Homer Winch (2 épisodes)
- Alan Reed : Eddie Colton
- Herbert Rudley : Dr Eugene Twombly (2 épisodes)
- Brian Kelly : Policier
- David Frankham : Lieutenant Richards
- Willis Bouchey : Dr Sanders
- Harry Lauter : Capitaine
- Addison Richards : John Lucus
- Iris Adrian : Marita
- Gayle Hunnicutt : Emaline Fetty (2 épisodes)
- Robert Foulk : Policier
- Norman Claridge : Jenkins (2 épisodes)
- Laurel Goodwin : Stella (2 épisodes)
- Rob Reiner : Mitch (2 épisodes)
- Sue Bernard : Fille (2 épisodes)
- Winifred Westover : Miss Walsh (2 épisodes)
- Michael Ross : Al Ledbetter
- Pamela Rodgers : Bunny